# Delamain
Delamain et Cie o Delamain & C. è una distilleria che produce cognac a Jarnac in Francia dal 1763.

## Storia
La maison Delamain è derivata da una famiglia che aveva emigrato a Dublino in Irlanda. James Delamain (1738-1800) sposa Marie Ramson e nel 1759 ritorna a Jarnac in Francia, per formare una società con suo suocero Isaac Ranson, proprietario di una ditta di esportazione di vecchia data di cui le origini risalgono agli inizi della produzione di cognac e così nel 1763 creano la maison Ranson et Delamain. La casa e la distilleria vengono ricostruite dal XVIII secolo e XIX secolo, in parte su delle cantine del XIV secolo ed in parte sopra un vecchio tempio protestante, che fungerà da deposito di brandy durante la rivoluzione. L'ufficio fu costruito nel 1740 per un notaio. I proprietari sono, Ranson e Delamain, dal 1763 al 1817, e a partire dal 1824, Paul Roullet e Henri Delamain. Nel 1920, la famiglia Delamain diventa unica proprietaria del cognac Delamain.

## La produzione
La casa Roullet e Delamain riuscì ad avere sbocchi in Inghilterra ed in tutta l'Europa del Nord.
Nel 1956 Delamain, si specializza negli assemblaggi di vecchi cognac di grande e di piccolo Champagne: la Fine Champagne.
La forza di lavoro nel 1987 è di 17 persone. La maison Delamain commercializza prodotti di alta qualità come:
- Pale & Dry X.O (delicato e leggero)
- Vesper (più vecchio di Pale & Dry X.O)
- Vénérable (distillato di vari vecchi cognac)
- Extra (più vecchio di Pale e Vesper, venduto in una confezione con decanter)
- Millésimés (prodotto e venduto in quantità molto limitate)
- Réserve de la Famille (un cognac particolarmente raro, il genere di cognac che viene riservato ai loro ospiti ed amici).